# 威廉·开雷
威廉·开雷（William Kelly，1821年—1906年3月27日）是英国普利茅斯弟兄会神学家。
1821年，威廉·开雷出生于北爱尔兰阿尔斯特的Millisle，就读于都柏林三一学院。